# Louisa Gouliamaki
Louisa Gouliamaki (ur. 1968 w Gdyni) – polska fotograf.

## Życiorys
Jej matką była Polka, a ojcem Grek. Studiowała fotografikę w Atenach, na Wydziale Sztuk Pięknych i Wzornictwa w Instytucie Technologicznym. Od 1992 pracuje jako fotograf, a w 1996 znalazła zatrudnienie jako fotoreporterka European Pressphoto Agency w Atenach. W latach 1997–2000 fotografowała kryzys bałkański i wojnę w Kosowie. Od 2005 współpracuje z Agence France Presse.

## Nagrody i wystawy
Była laureatką m.in. następujących konkursów:
- Pictures of the Year International (2012),
- CHIPP (2012),
- Seema Awards,
- HPA China[1].

Wystawiała m.in. na VISA pour L'image (Perpignan), Athens Photo Festival, Lithuanian Press Photo i Tashkentailach.